# Armenteros

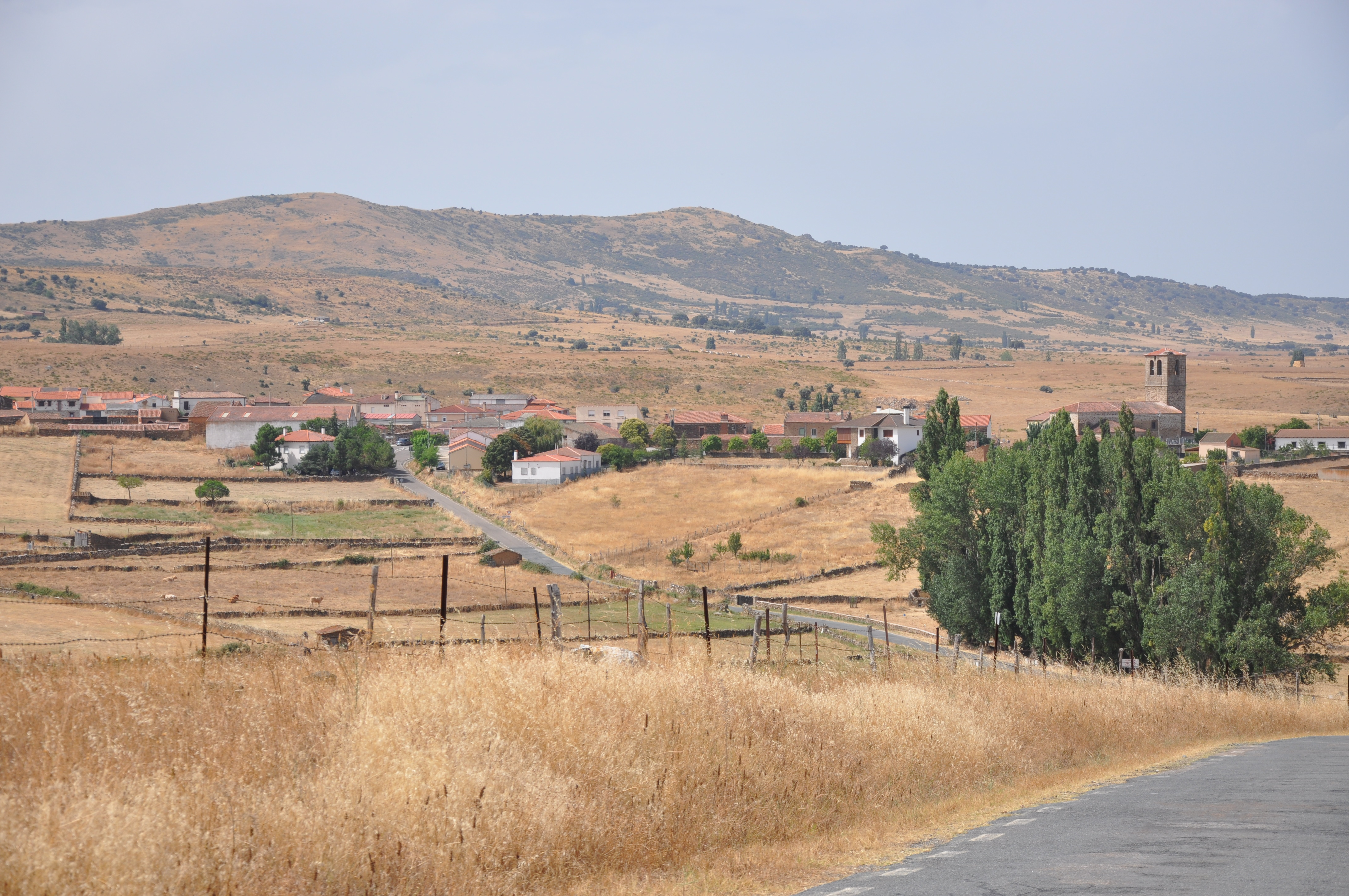
Panorámica de Armenteros con la sierra de Narrillos, al fondo

Armenteros es un municipio y localidad española de la provincia de Salamanca, en la comunidad autónoma de Castilla y León. Se integra dentro de la comarca de la Tierra de Alba. Pertenece al partido judicial de Béjar y a las mancomunidades Aguas de Santa Teresa y Alto Tormes.
Además del propio Armenteros, su municipio está formado por las localidades anejas de Íñigo Blasco, Navahombela, Revalbos, Pero Fuertes y Revilla de Codes, las dos últimas despobladas. Todo el término municipal ocupa una superficie total de 38,93 km² y según los datos demográficos recogidos en el padrón municipal elaborado por el INE en el año 2017, cuenta con una población de 209 habitantes.
Fronteriza al norte con Galinduste; al este con Horcajo Medianero; al sur con Narrillos del Álamo; y al oeste con Pelayos y La Tala.

## Geografía
Se ubica bajo las laderas de la sierra de Narrillos; haciendo frontera con Ávila. La zona sur es muy montañosa; lleno de colinas y pequeñas montañas; donde haciendo frontera con Narrillos del Álamo, esta el cerro de Cogorrillo, con una altura de 1151, techo del municipio; donde se encuentra pliegues tectónicos. Por la zona norte, es completamente llano, atravesado por el río Revilla.
El arroyo del Charco o de Blasco Sancho, atraviesa la zona sur del municipio. Nace en la pedanía de Mercadillo, en Narrillos del Álamo; y después, rodea el pueblo de Armenteros, atravesando una zona de dehesas hasta terminar desembocando en el embalse de Santa Teresa. El municipio se asienta sobre un suelo volcánico muy antiguo; con abundancia de gneis como roca abundante. El gneis se creó a partir de acumulación de esas rocas volcánicas con rocas metamórficas; debido a dicha actividad volcánica; como el granito. 
El clima que predomina es mediterráneo continental; con inviernos muy fríos, y veranos muy suaves; suele llover en ocasiones y los vientos soplan de noroeste, noreste y sur. Abundan encinares en el municipio.

## Símbolos

### Escudo
El escudo heráldico que representa al municipio fue aprobado con el siguiente blasón:

«Escudo partido por una línea perpendicular desde el jefe a la punta, resultando dos cuarteles gemelos uno diestro o principal y otro siniestro o secundario. Cuartel diestro: Izquierdo según se contempla, por su posición ostenta las armas principales. Sobre campo sinople, espada-mandoble con la punta de la misma mirando al jefe, desnuda, de plata. Cuartel siniestro: Derecho según se contempla, por su posición ostenta las armas secundarias. Sobre campo azur, tres ondas de plata surmontadas por tres peces de plata puestos en palo. Al Timbre, corona real cerrada»

### Bandera
El ayuntamiento no ha adoptado aún una bandera para el municipio.

## Historia

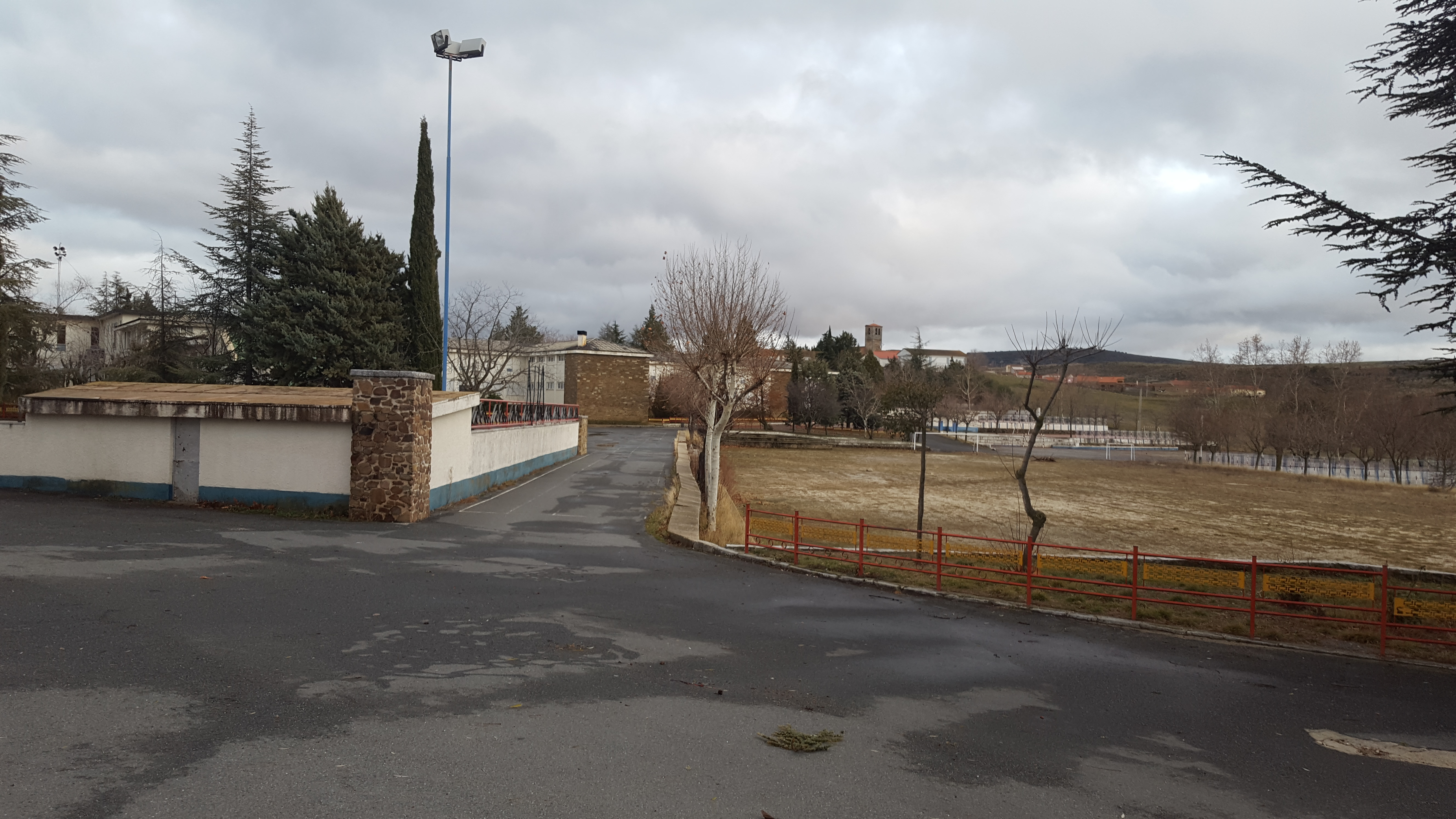
Panorama.

El origen de la actual población se remonta a la Baja Edad Media. No obstante, existen restos megalíticos, prerromanos y romanos dentro del término y en los alrededores.
En lo que actualmente es el término municipal de Mercadillo, exactamente en la cercanía de su actual cementerio y en el límite con el de Armenteros, existe una ciudad romana. Se desconoce el nombre de la misma. Han aparecido restos materiales y sobre todo un tesoro de monedas que se conserva en el Museo de Salamanca.
En lo que hoy es la finca de Pero Fuertes, existió un monasterio visigodo o tardorromano, siempre en relación con el cercano santuario de Valdejimena. En esa finca existió, hasta su desaparición como consecuencia de la desamortización, un monasterio de cierta entidad, que pudo ser en su origen una encomienda templaria. Lo que sí es cierto es que existió una encomienda templaria en el municipio.
El origen del nombre proviene del fundador del mismo, un tal Godumer Armentero.
Armenteros, al igual que los pueblos del entorno, formó parte de la Comunidad de Villa y Tierra de Ávila, sexmo de Serrezuela, desde el mismo momento de su repoblación. Fue repoblado, al igual que toda la tierra de Ávila, por gentes procedentes del norte, en especial de la propia Castilla e incluso del resto de la Tierra de Ávila, ya que Armenteros se encuentra en la zona sur, de más tardía repoblación.
Finalmente, la creación de las actuales provincias en 1833 encuadró a Armenteros en la provincia de Salamanca y la Región Leonesa, adscripción territorial que mantiene en la actualidad. Eclesiásticamente, sin embargo mantuvo su dependencia abulense hasta 1959, cuando pasó a formar parte de la diócesis salmantina.

## Geografía humana

### Demografía
Cuenta con una población de 186 habitantes (INE 2024).
| Gráfica de evolución demográfica de Armenteros entre 1842 y 2021                                                      |
| |
| Población de derecho según los censos de población del INE. Población de hecho según los censos de población del INE. |

La demografía es realmente variable, ya que atiende a un patrón físico-espacial anclado en la zona, es decir, el colegio interno La Inmaculada, situado en la parte más occidental del pueblo, acapara un gran número de estudiantes que triplican el número total de habitantes censados.

### Núcleos de población
El municipio se divide en varios núcleos de población, que poseían la siguiente población en 2019 según el INE.
| Núcleo de población | Población |
| ------------------- | --------- |
| Armenteros          | 120       |
| Revalvos            | 42        |
| Íñigo Blasco        | 25        |
| Navahombela         | 11        |
| Pero Fuertes        | 0         |
| Revilla de Codes    | 0         |

### Economía
Los vecinos del lugar se dedican a la agricultura y a la ganadería; cultivan cereales, legumbres y hortalizas; y cuidan vacas, ovejas y caballos.
Hay pequeñas industrias alimentarias en la zona; especializadas en la creación de envases de plásticos para alimentos y bebidas.

## Monumentos y lugares de interés
- Iglesia de Nuestra Señora del Rosario; con un campanario muy parecido al de la iglesia de San Juan Evangelista en Herreros de Suso
- Casas típicas, algunas con más de cuatrocientos años, hechas en piedra, con elementos constructivos y ornamentales de la época.
- Caños y manantiales forrados en piedra granítica labrada, entre los que cabe destacar el caño de Íñigo Blasco, construido en granito, que data del año 1903 con modificaciones en los años cincuenta, tras las cuales consta de una fuente de la que fluye constantemente agua potable, abrevadero, con varios pilones todavía hoy utilizados para el ganado, también construidos en piedra granítica, y por último dos pilones que constituían los antiguos lavaderos forrados de granito, donde en otros tiempos acudían las mujeres para realizar la mencionada tarea.

## Cultura

### Fiestas
- Nuestra Señora del Rosario: primer domingo de octubre.

## Administración y política
| Partido político                         | 2019  | 2019  | 2019       | 2015  | 2015  | 2015       | 2011  | 2011  | 2011       | 2007  | 2007  | 2007       | 2003  | 2003  | 2003       |
| Partido político                         | %     | Votos | Concejales | %     | Votos | Concejales | %     | Votos | Concejales | %     | Votos | Concejales | %     | Votos | Concejales |
| Partido Popular (PP)                     | 45,45 | 65    | 2          | 54,49 | 91    | 4          | 62,01 | 111   | 5          | 42,71 | 82    | 4          | 56,67 | 136   | 4          |
| Partido Socialista Obrero Español (PSOE) | 46,85 | 67    | 3          | 45,51 | 76    | 3          | 8,38  | 15    | 0          | 7,29  | 14    | 0          | 25,83 | 62    | 2          |
| Independientes de Armenteros (IDEA)      | —     | —     | —          | —     | —     | —          | 26,82 | 48    | 2          | 28,13 | 54    | 2          | —     | —     | —          |
| Unión del Pueblo Salmantino (UPSa)       | —     | —     | —          | —     | —     | —          | —     | —     | —          | 21,35 | 41    | 1          | 17,08 | 41    | 1          |